# شعار تشاد
تم اعتماد الشعار الخاص بتشاد عام 1970و يتكون من درع مرسوم عليه خطوط زرقاء مموجة وتشرق عليها الشمس ويدعم الدرع من الجانبين أسد وعنزة وأسفل الدرع يوجد ميدالية وشعار مكتوب بالفرنسية هو (الاتحاد العمل التقدم).
ترمز الخطوط الزرقاء المموجة إلى بحيرة تشاد والشمس التي تشرق ترمز إلى البداية الجديدة والماعز إلى الجزء الشمالي من البلاد والأسد إلى الجزء الجنوبي للبلاد ويتدلى من أسفل الدرع وسام الاستحقاق الوطني التشادي المكون من صليب مالطي أحمر يتمركزه قرص أزرق بداخله نجمة سداسية صفراء.
و يوجد أيضاً شعار تشاد عبارة عن صورة لفتاة قبائل مرسومة باللون الأبيض والأسود